# مجلس سنای ایران
مجلس سنا بر اساس قانون اساسی مشروطه در سال ۱۲۸۵، به همراه مجلس شورای ملی یکی از دو مجلس قانون‌گذاری ایران بود که نخستین بار در سال ۱۳۲۸، در زمان محمدرضاشاه پهلوی تشکیل شد و با پیروزی انقلاب ۱۳۵۷، منحل گردید. از جمله وظایف این مجلس، تأیید مصوبه‌های مجلس شورای ملی بود. نیمی از نمایندگان مجلس سنا، انتصابی شاه بودند و نیم دیگر را مردم انتخاب می‌کردند. همچنین طبق قانون، نیمی از اعضای مجلس، از تهران و دیگر نمایندگان از دیگر استان‌ها بودند.

## تاریخچه
مجلس سنا از آغاز مشروطیت تا سال ۱۳۲۸ هجری خورشیدی، تشکیل نگردید، اما از آن سال به بعد در هفت دوره تشکیل شد. به موجب قانون اساسی مورخ ۱۲۸۵، حکومت ایران علاوه بر مجلس شورای ملی باید دارای مجلس دیگری به نام «مجلس سنا» می‌بود ولی به علت بعضی از مخالفت‌ها تا پایان سلطنت رضاشاه دربارهٔ این شاخهٔ قوه مقننه تصمیمی اتخاذ نگردید. پس از شهریور ۱۳۲۰، با اشغال ایران توسط متفقین و تبعید رضاشاه و سست شدن پایه‌های سلطنت پهلوی، مقالاتی در مطبوعات نوشته می‌شد و از دولت‌های وقت، تقاضای تشکیل این مجلس می‌شد و محمدرضا پهلوی نیز نسبت به تأسیس آن علاقه‌مند بود، تا این‌که در روز ۱۹ اردیبهشت ۱۳۲۷، دولت حکیمی لایحه تشکیل مجلس سنا را تقدیم داشت که با اعتراضات زیادی از سوی برخی از نمایندگان مجلس شورای ملی روبه‌رو شد ولی بالاخره با تلاش عده‌ای از دولتمردان، اساسنامهٔ آن تدوین و به تصویب مجلس شورای ملی و تأیید شاه رسید. تشکیل مجلس و اختیارات آن طبق اصول ۴۳، ۴۴، ۴۵ و ۴۶ متمم قانون اساسی پیش‌بینی شده بود. به موجب اصل ۴۳ قانون اساسی، تعداد نمایندگان مجلس سنا شصت نفر بوده که سی نفر از طرف مردم (پانزده نفر از تهران و پانزده نفر از شهرهای دیگر) و نیمی دیگر از سوی شاه (پانزده نفر از تهران و پانزده نفر از شهرهای دیگر) انتخاب می‌شدند؛ گروه اول، سناتورهای انتخابی و گروه دوم به سناتورهای انتصابی معروف بودند. انتخابات مجلس سنا در هر دورهٔ قانون‌گذاری، هم‌زمان با انتخابات مجلس شورای ملی شروع و اخذ رأی در یک روز انجام می‌شد. سناتورها باید شرایط خاصی را برای عضویت در مجلس سنا می‌داشتند که به صورت اختصار بیان می‌شود: این اشخاص از بین نخست‌وزیران، وزرا، معاونین، استانداران، امرای بازنشستهٔ ارتش، استادان دانشگاه و قضات با داشتن ۱۵ تا ۲۰ سال سابقه و اشخاصی که دست‌کم ۳ دوره نمایندگی مجلس شورا را داشتند، انتخاب می‌شدند.

## دوران قانون‌گذاری
مجلس سنا کلاً هفت دورهٔ قانون‌گذاری داشت:
- دورهٔ اول مجلس سنا هم‌زمان با دوره شانزدهم مجلس شورای ملی در ۲۰ بهمن ۱۳۲۸، در عمارت مجلس شورای ملی گشایش یافت اما در سال ۱۳۳۱، هنگام نهضت ملی‌شدن نفت، قطع روابط سیاسی با بریتانیا و همچنین مخالفت مجلس سنا با انتخاب مجدد  محمد مصدق به نخست‌وزیری و سیاست وی در زمینهٔ نفت، مصدق در صدد انحلال مجلس سنا برآمد و از ورود سناتورها به عمارت مجلس شورای ملی در بهارستان جلوگیری شد[۳] به‌طوری‌ که سناتورها جلسهٔ خود را در منزل محمدعلی نظام مافی تشکیل دادند. بدین ترتیب مجلس سنا تعطیل و پس از کودتای ۲۸ مرداد ۱۳۳۲ دوباره تشکیل شد.[۴]
- دورهٔ دوم در ۲۷ اسفند ۱۳۳۲ آغاز و در ۲۵ اسفند ۱۳۳۸ خاتمه یافت.
- دورهٔ سوم در ۳ فروردین ۱۳۳۹ گشایش یافت و در ۱۹ اردیبهشت ۱۳۴۰ به دستور شاه منحل شد.
- دورهٔ چهارم پس از دو سال و چند ماه تعطیلی در ۱۴ مهر ۱۳۴۲ آغاز شد و در ۱۴ مهر ۱۳۴۶ خاتمه یافت (تا سال ۱۳۴۲ نمایندگان مجلس را کلاً مردان تشکیل می‌دادند ولی از این سال به بعد، بانوان به مجلس سنا راه یافتند و در همین زمان نیز عده‌ای از بانوان به نمایندگی مجلس شورای ملی انتخاب شدند)
- دورهٔ پنجم در ۱۴ مهر ۱۳۴۶ گشایش و در ۹ شهریور ۱۳۵۰ خاتمه یافت.
- دورهٔ ششم در ۹ شهریور ۱۳۵۰ گشایش و ۱۶ شهریور ۱۳۵۴ خاتمه یافت.
- دورهٔ هفتم در ۱۷ شهریور ۱۳۵۴ افتتاح شد و با وقوع انقلاب اسلامی در ۲۲ بهمن ۱۳۵۷ مجلس سنا منحل شد.

## رئیسان مجلس سنا

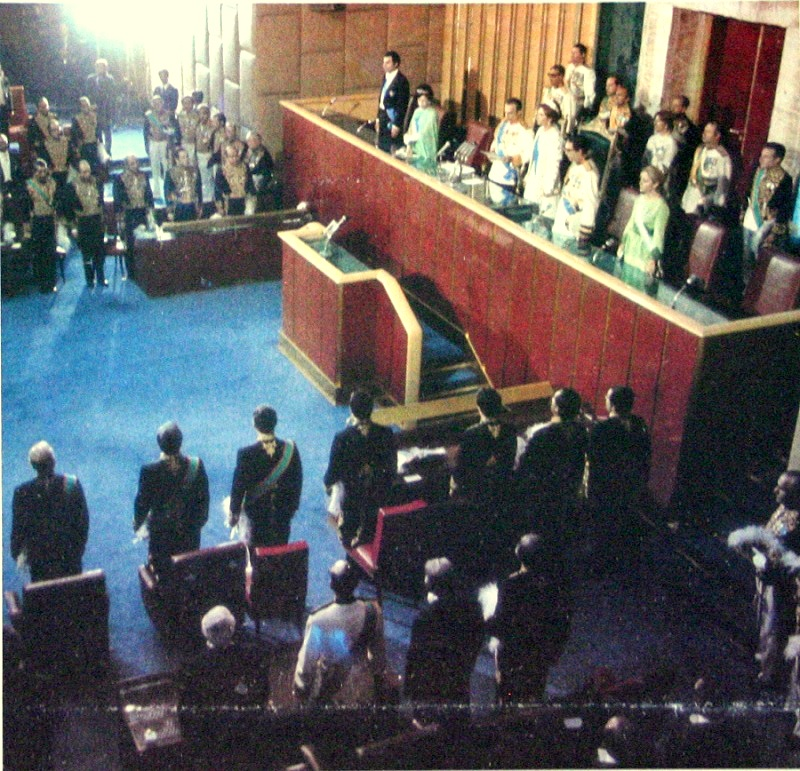
محمدرضا شاه پهلوی و خانواده اش در مجلس سنا

| دوره  | رئیس(ها)        | حوزهٔ انتخابیه | توضیحات              | منبع   |
| ----- | --------------- | ------------- | -------------------- | ------ |
| اول   | سید حسن تقی‌زاده | تهران         | اجلاسیهٔ اول تا سوم   | [ ۵ ]  |
| دوم   | ابراهیم حکیمی   | تهران         | اجلاسیهٔ اول          | [ ۶ ]  |
| دوم   | سید حسن تقی‌زاده | تبریز         | اجلاسیهٔ دوم تا چهارم | [ ۶ ]  |
| دوم   | محسن صدر        | مشهد          | اجلاسیهٔ چهارم تا ششم | [ ۶ ]  |
| سوم   | محسن صدر        | مشهد          | اجلاسیهٔ اول و دوم    | [ ۷ ]  |
| چهارم | جعفر شریف‌امامی  | تهران         | اجلاسیهٔ اول تا چهارم | [ ۸ ]  |
| پنجم  | جعفر شریف‌امامی  | تهران         | اجلاسیهٔ اول تا چهارم | [ ۹ ]  |
| ششم   | جعفر شریف‌امامی  | تهران         | اجلاسیهٔ اول تا چهارم | [ ۱۰ ] |
| هفتم  | جعفر شریف‌امامی  | تهران         | اجلاسیهٔ اول و دوم    | [ ۱۱ ] |

## کاخ سنا
به دلیل این که پیشتر، محلی برای تشکیل جلسات مجلس سنا در نظر گرفته نشده بود، در سال‌های نخستین، جلسات مجلس سنا در عمارت مجلس شورای ملی تشکیل می‌شد؛ ولی پس از انحلال مجلس در سال ۱۳۳۱ و گشایش دوباره آن در ۱۳۳۲، سناتورها به این فکر افتادند که هرچه زودتر محلی اختصاصی جهت مجلس سنا در نظر گرفته شود. بدین منظور برخی از سناتورها با تلاش بسیار و با موافقت محمدرضا شاه پهلوی کاخ علیرضا پهلوی را خریداری کردند و به مجلس سنا اختصاص دادند و از اسفند ۱۳۳۳، به بعد جلسات سنا در آن‌جا تشکیل شد اما چون در کاخ جدید نیز محل مناسبی برای ادارات، کتابخانه و سایر تشریفات مربوطه وجود نداشت، تصمیم گرفته شد که ساختمان جدیدی در کنار کاخ علیرضا پهلوی احداث شود. بدین ترتیب، ساختمان کنونی مجلس توسط حیدر غیایی، معمار ایرانی، طراحی و ساخته شد. این بنا تا سال ۱۳۵۷، جهت جلسات مجلس سنا مورد استفاده قرار می‌گرفت.
پس از انقلاب ۱۳۵۷ و انحلال مجلس‌ها، در ابتدا کاخ سنا برای تهیه قانون اساسی جمهوری اسلامی ایران به محل برگزاری جلسه‌های مجلس خبرگان قانون اساسی تبدیل شد. پس از اتمام تدوین قانون اساسی نیز این ساختمان به مجلس شورای اسلامی اختصاص یافت و جلسات این مجلس تا سال ۱۳۸۳، در همین محل برگزار می‌شد. با تکمیل ساختمان جدید مجلس در میدان بهارستان، از این ساختمان تنها برای برگزاری برخی گردهمایی‌های دولتی و جلسات سالانهٔ مجلس خبرگان رهبری استفاده می‌شود.